# Manoelzinho (1907–1953)
Manoelzinho, właśc. Manoel de Aguiar Fagundes (ur. 22 kwietnia 1907 w Niterói, zm. 22 listopada 1953) – brazylijski piłkarz grający na pozycji napastnika.
Karierę zaczął w Rio de Janeiro w klubie Ypiranga w 1926 roku. W roku 1930 przeszedł do Goytacaz. W tym samym roku zdecydował się na powrót do Ypirangi i grał w niej do końca 1931 roku. 1932 rok spędził w klubie Byron Niterói. Lata 1933–1935 trzeci raz występował w Ypirandze. Ostatnie 4 lata kariery (1935–1939) spędził w klubie Canto do Rio Niterói, po czym zakończył karierę.
Na początku lat 30. występował w reprezentacji Brazylii, z którą pojechał na mistrzostwa świata w 1930 w Urugwaju, w których jednak nie wystąpił w żadnym meczu. Ostatecznie nigdy nie wystąpił w żadnym meczu reprezentacji Brazylii.